# RX-250-LPN
Die RX-250-LPN  ist eine einstufige indonesische Höhenforschungsrakete mit Feststoffantrieb, die zur RX-Raketenfamilie gehört. Sie wurde zwischen 1987 und 2007 achtmal gestartet und erreichte am 29. September 2004 eine maximale Gipfelhöhe von 100 km. Mit der Entwicklung der Rakete wurde vom Hersteller LAPAN 1984 begonnen. 1987 wurde sie zum ersten Mal abgeschossen. Die Rakete kann verschiedene Messinstrumente zur Leistungsmessung und für meteorologische Messungen als Nutzlast tragen.

## Technische Daten
- Gipfelhöhe: 70 km[3][1]
- Startschub: 52 kN[3][1]
- Startmasse: 300 kg[3][1]
- Durchmesser: 0,25 m[3][1]
- Länge: 5,30 m[3][1]